# Ełena Risteska
Elena Risteska (cyryl. Елена Ристеска; ur. 27 kwietnia 1986 w Skopju) – macedońska piosenkarka, reprezentantka Macedonii Północnej na Konkursie Piosenki Eurowizji 2006.

## Życiorys
Swoją popularność Risteska zawdzięcza programowi typu reality show Play – Search For A Star, który jest macedońskim odpowiednikiem polskiej Drogi do gwiazd. Pierwszy singel artystki to Ona drugoto, który stał się hitem w Macedonii. Jej pierwszy album to Den i Noḱ zawiera piosenki, które osiągnęły sukces we wszystkich krajach bałkańskich. W 2004 roku wystąpiła na festiwalu Golden Stag w Braszowie w Rumunii, a w 2005 roku wykonała Ni na nebo, ni na zemja na festiwalu muzycznym Suncane Skale w Herceg Novi w Czarnogórze.
4 marca 2006 Risteska z piosenką Ninanajna wygrała macedońskie eliminacje do Eurowizji 2006. Piosenka została wyprodukowana przez Darko Dimitrowa, a słowa ułożył Rade Wrczakowski. Utwór należy do muzyki pop, ale zawiera elementy rhythm and blues, disco i muzyki tanecznej. Jej piosenka zajęła podczas finału 12. miejsce.

## Albumy
Nagrała:
- 2012: Opasni Vreminja (singiel)
- 2010: Sakam Po Dobro Da Te Pamtam
- 2008: Million Dollar Player (singiel)
- 2006: 192
- Den i Noḱ
- Ona drugoto (singiel)